# Sedlecký potok (přítok Kralovického potoka)
Sedlecký potok je krátký potok v okrese Plzeň-sever patřící do povodí Střely.

## Průběh toku
Pramení jihovýchodně od vsi Bílov, stéká údolím mezi kopci Březina a Bukovec k Sedleckému rybníku pod vesnicí Sedlec. Z rybníka teče do nedalekého většího Olšanského rybníka, v němž se spojuje s Olšanským potokem a Kralovickým potokem.